# 马克利墓葬群
马克利墓葬群 是位於巴基斯坦信德省特達市附近的一個大墓地。墓地占地10平方公里，墓地內有50萬至100万座坟墓，這些墳墓建於14至18世紀。该墓地于1981年被联合国教科文组织列为世界遗产。